# Remise Havenstraat

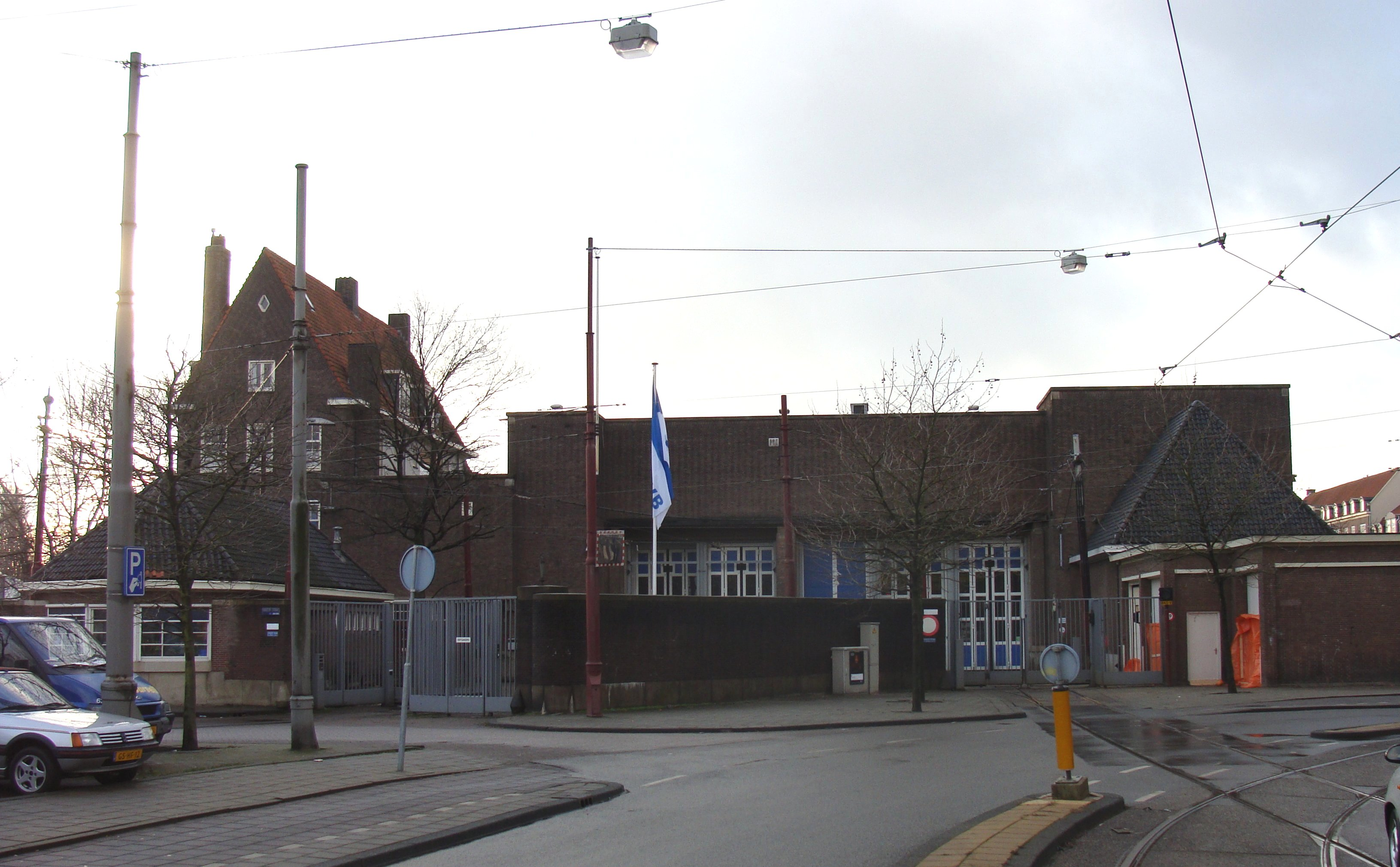
Voorzijde van de remise, met de inrijsporen.

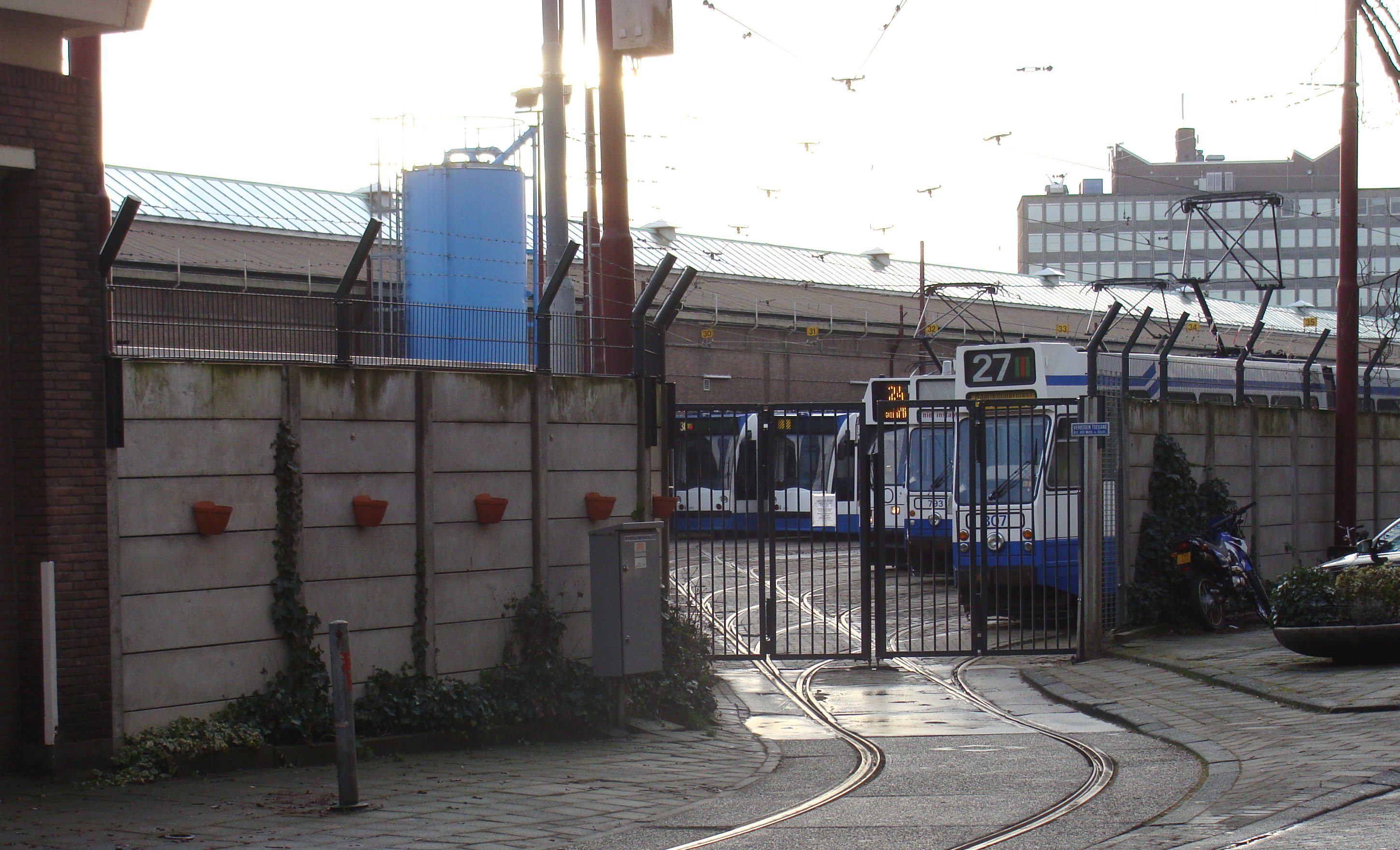
De uitrijsporen van de remise, aan de zijkant.

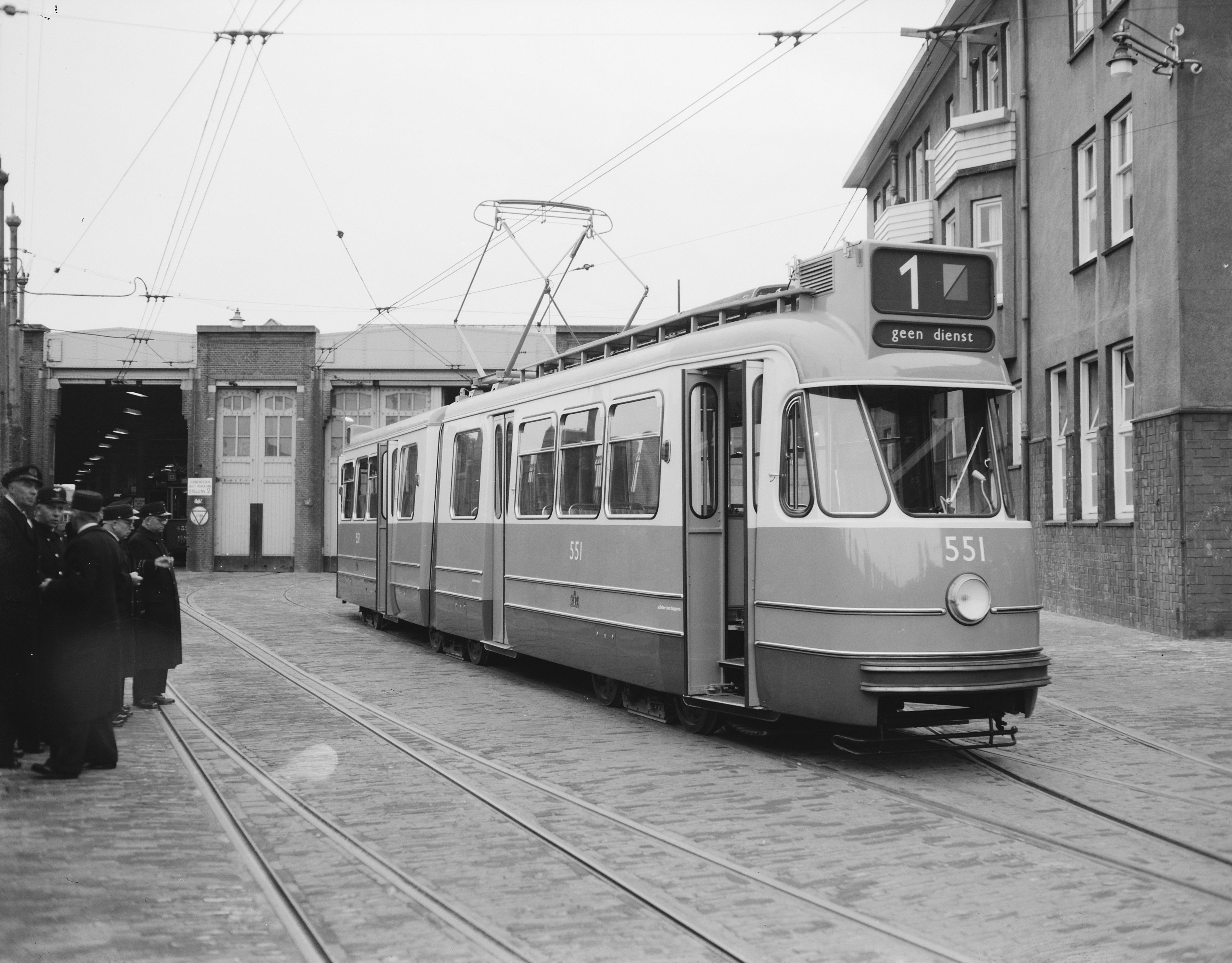
Proefrit van de eerste gelede tram in Amsterdam vanuit de Remise Havenstraat; 1957.

De Remise Havenstraat is een remise gebouwd door de Gemeentetram Amsterdam. Het complex, waarvan het eerste gedeelte in 1914 in gebruik werd genomen, is gelegen aan de Havenstraat, tussen het Haarlemmermeerstation en de Schinkel ten zuiden van de Vlietstraat.
In de loop der jaren is het complex sterk uitgebreid, zowel met overdekte stallingsruimte als met een tweetal openluchtstallingen. De eerste overdekte uitbreiding kwam in 1932 in gebruik, ter vervanging van de stalling in de Remise Tollensstraat, die toen geheel tot werkplaats werd ingericht.
Door ruimtegebrek door de komst van de lijnen 17 en 27 in 1962, waarvoor het noodzakelijk was de lijnen 10 en 24 tijdelijk te verhuizen naar de Remise Lekstraat, werd besloten tot uitbreiding van de remise. Uit kostenoverweging werd besloten tot een openluchtstalling die in gebruik werd genomen in 1963 en een uitgang heeft aan de Vlietstraat. Hiervoor moest eerst het stuk water tussen de remise en de Vlietstraat worden gedempt. In deze remise werd in de jaren zestig vooral het afgeschreven vooroorlogse materieel opgesteld, dat alleen in de spitsuren dienstdeed, en in weer en wind stond opgesteld.
De tweede openluchtstalling werd in gebruik genomen in 1975 op het achterterrein langs de Schinkel, waar voorheen de basiswerkplaats rail was gevestigd. Deze verhuisde begin jaren zeventig naar de Joan Muyskenweg.
Het is nu de grootste remise van het Amsterdamse trambedrijf. In tegenstelling tot de remise Lekstraat is het geen eenrichting-remise behalve voor de trams die via het zijterrein Vlietstraat uitrukken.
Bij de remise bevindt zich de aansluiting van de Electrische Museumtramlijn Amsterdam op het GVB-netwerk. Een deel van het onderhoud van de museumtrams vond ook plaats in de remise Havenstraat.
De trams van de lijnen 1, 2, 5, 7, 13, 17, 24 en 27 zijn in de remise ondergebracht. In het verleden hebben voor kortere tijd ook andere lijnen, behalve de lijnen 8, 9, 20, 21, 22, 25, 26 en S, vanuit de remise gereden. Remise Lekstraat wordt nu alleen nog gebruikt als stalling waarbij in de remise Havenstraat het dagelijks onderhoud van alle trams plaatsvindt waardoor er dagelijks overbrengingsritten noodzakelijk zijn. Per 12 juli 2010 zijn beide remises organisatorisch samen gevoegd.
Plannen voor overkapping van de remise, omdat het verblijf in de openlucht voor sommige series vooral in de winter veel problemen geeft, zijn nooit uitgevoerd maar nog steeds in studie.

## Opstelterrein Legmeerpolder
Tussen Westwijk en Aan de Zoom ligt sinds 2020 opstelterrein Legmeerpolder. Hier worden de trams van lijn 25 (Amsteltram) gestald. Sinds 11 juni 2025 is er een tijdelijke werkplaats geopend op het opstelterrein zodat er klein onderhoud kan plaats vinden en de trams niet meer voor klein onderhoud helemaal naar Remise Havenstraat moeten, wat nogal logistiek lastig is.